# Dramane Dembélé
Dramane Dembélé är en malisk politiker.
I presidentvalet i Mali 2013 fick Dembélé, som kandidat för Alliansen för demokrati i Mali, 9,59 % av rösterna.